# KVV Quick Boys
 (juillet 2019).
Si vous disposez d'ouvrages ou d'articles de référence ou si vous connaissez des sites web de qualité traitant du thème abordé ici, merci de compléter l'article en donnant les références utiles à sa vérifiabilité et en les liant à la section « Notes et références ».
Maillots
Le Quick Boys est un club de football néerlandais basé à Katwijk. Créé le 1er février 1920, il évolue actuellement en troisième division néerlandaise. Le club joue ses matchs à domicile à Nieuw Zuid ; ce parc des sports est rénové en 2006 et 2007. 
L'ancien footballeur international neérlandais Dirk Kuyt est né à Katwijk. Dirk Kuyt entre dans le monde professionnel à 18 ans en 1998 en signant au FC Utrecht après avoir fait ses classes aux Quick Boys dès 1985.
Le club a fini à la 12ème place de la troisième division néerlandaise lors de la saison 2021-2022.

## Joueurs célèbres
- Dirk Kuyt